# Grupo do Leão
Le grupo do Leão (groupe du Lion en français) est une réunion d’artistes portugais qui se réunissaient à la brasserie Leão de Ouro à Lisbonne, entre 1881 et 1889.

## Membres
On trouvait, au nombre des membres du groupe do Leão des écrivains comme Abel Botelho, Fialho de Almeida, des poètes comme Cesário Verde et des peintres comme Columbano Bordalo Pinheiro, João Vaz, José Malhoa ou Rafael Bordalo Pinheiro.